# ريتشارد بلانت باور
ريتشارد بلانت باور هو دبلوماسي كندي، ولد في 1 مارس 1905 في كانساس سيتي في الولايات المتحدة، وتوفي في 1996.